# 斎賀みつき
斎賀 みつき（さいが みつき、1973年6月12日 - ）は、日本の女性声優である。埼玉県出身。賢プロダクション所属。
代表作に『天元突破グレンラガン』（ロシウ・アダイ）、『07-GHOST』（テイト＝クライン）、『海月姫』（鯉淵蔵之介）、『イナズマイレブンGO』（神童拓人）などがある。

## 来歴
2歳の頃は、近所のお兄ちゃん達とゴレンジャーごっこをしていたという。小学校時代は放送委員であり、昼のアナウンス、朗読をしていた。
小学生の頃、親戚の家でアニメ雑誌の付録の台本を見て「大きくなったら私はこの仕事をするんだ」と漠然と思い、声優を志すようになる。お金がいることを考えて中学高校は公立校だった。中学時代に友人に誘われて演劇部に所属し、高校時代でも教師に「部員が足りないから入ってくれ」と言われて演劇部に所属していた。高校生になっても迷いはなく、3年時の三者面談でも「声優の専門学校に行く」と教師に伝え、面談は1分で終了したという。
代々木アニメーション学院在籍中、賢プロダクションに所属する。所属経緯は、事務所の養成所に入るためのオーディションを受けていたがすべて落選し、そんなときに先生から「合格したらすぐに所属できる」と誘われて賢プロダクションのオーディションに参加した。デビュー作はNHKのドキュメンタリー番組のボイスオーバーで、2歳の少女を演じたが、誰もが「男の子だよね?」と言ったという。
以前は伊藤健太郎主宰の劇団K-Showのメンバーであった。2008年9月23日に自身のブログにて退団を公表。
2008年、第2回声優アワードサブキャラクター女優賞を受賞。2010年に、第4回声優アワード海外ファン賞を受賞。

## 人物
少年役や美形の男性役を演じることが多い。
趣味は天体観測、ドライブ。特に天体観測に関しては、2009年8月22日『宙のまにまに』出演者・スタッフらによる天体観測会に参加して以降は「天文部」「星見会」などと称し、同じく声優の間島淳司、安元洋貴、伊藤かな恵、寺島拓篤、川原慶久、ささきのぞみ、山口清裕らと天体観測に度々繰り出している。
2004年のOVA『コゼットの肖像』で主人公・倉橋永莉役を務めた際、本作が声優デビューであるヒロイン・コゼット役の井上麻里奈に声優としての知識や技術などを教えた。井上は後年のインタビューやコメントで、斎賀への感謝を述べている。本作後も斎賀も井上の誕生日を祝ったりするなど、交流が続いている。

## 出演
太字はメインキャラクター。

### テレビアニメ
1998年
- 超特急ヒカリアン（ひとしくん、トライZ）
- デビルマンレディー（メイクアップアーティスト、モデル2、女、主婦、女2、同時通訳 他）
- ふたり暮らし（床野上舞、摩天楼沙）
- 名探偵コナン（1998年 - 2024年、看護婦、美人依頼人、店員、来栖紀子、鬼島公美、水上妙 他）

1999年
- カウボーイビバップ（マスコット、コンピュータの声、主婦）
- 星界の紋章（デルクトゥーの少年たち、フェグダクペ・セムネ、人類統合体報道官 他）
- セラフィムコール（カエル、男の子、店員、女の子）
- ゾイド -ZOIDS-（1999年 - 2000年、レイヴン）
- 小さな巨人 ミクロマン（イザム）

2000年
- 学校の怪談（岡部先生）
- 人形草紙あやつり左近（少年）
- GTO（女子）
- 星界の戦旗（2000年 - 2001年、ソバーシュ） - 2シリーズ

2001年
- おじゃる丸（越吹雪ジュン）
- カスミン（霧野霧彦、マシロ、オニコ、エリザベス、ナスターシャ、ロウソク村の長老の奥さん、ゆりのママ）
- 仰天人間バトシーラー（ヘビ小僧 / ヘビーコンダー）
- クレヨンしんちゃん（持田〈初代〉、少年、多田君、巣久井金太）
- The Soul Taker 〜魂狩〜（伊達京介）
- ジーンシャフト（ナタリ・コクト）
- シャーマンキング（幼少の阿弥陀丸）
- 週刊ストーリーランド（女性隊員）
- ゾイド新世紀スラッシュゼロ（ジェミー・ヘメロス）
- それいけ!アンパンマン（ヒカルン〈2代目〉）
- 探偵少年カゲマン（シャーロック黒沢）
- とっとこハム太郎（オスカル月島）
- ポケットモンスター（イサミ）

2002年
- アソボット戦記五九（ゲン）
- あたしンち（男の子A〈ナスオ〉）
- 王ドロボウJING（ジン）
- GetBackers-奪還屋-（MAKUBEX）
- サイボーグ009 THE CYBORG SOLDIER（フィル）
- 電光超特急ヒカリアン（AHRレスキュー）
- .hack//SIGN（司）
- ぴたテン（綾小路天）
- ロックマンエグゼ（2002年 - 2006年、伊集院炎山） - 5シリーズ

2003年
- R.O.D -THE TV-（ジュニア）
- アクエリアンエイジ Sign for Evolution（阿羅耶識西）
- 明日のナージャ（フランシス・ハーコート / 星の瞳のナイト、キース・ハーコート / 怪盗黒バラ）
- 犬夜叉（新太郎）
- 宇宙のステルヴィア（小田原大）
- E'S OTHERWISE（バド）
- ギルガメッシュ（伯爵夫人）
- クラッシュギアNitro（LT）
- ドラえもん（テレビ朝日版第1期）（すずきしげと、女の人A、男の子）
- PEACE MAKER鐵（沖田総司）
- ポケットモンスター アドバンスジェネレーション（2003年 - 2006年、シュウ）

2004年
- SDガンダムフォース（翼の騎士ゼロ）
- 宇宙交響詩メーテル 銀河鉄道999外伝（ナスカ）
- 陰陽大戦記（ヤマセ）
- 今日からマ王!（2004年 - 2009年、ヴォルフラム） - 3シリーズ
- げんしけん（2004年 - 2007年、高坂真琴） - 2シリーズ
- コロッケ!（ブリトー）
- 蒼穹のファフナー（小楯衛）
- 鋼の錬金術師（マリア・ロス）
- 舞-HiME（原田千絵）
- マリア様がみてる〜春〜（加東景）
- メジャー（2004年 - 2006年、安藤隆文、早乙女武士〈少年時代〉） - 2シリーズ

2005年
- いちご100%（黒川栞、幼い淳平）
- うえきの法則（ロベルト・ハイドン、ロベルト≠アノン）
- CLUSTER EDGE（ベスビア・バレンチノ）
- シュガシュガルーン（森田ケンジ）
- VIEWTIFUL JOE（ジム）
- 舞-乙HiME（チエ・ハラード）
- MÄR-メルヘヴン-（2005年 - 2007年、ファントム）
- LOVELESS（目奈津生）

2006年
- こてんこてんこ（ルー）
- 桜蘭高校ホスト部（天草紅緒）
- 砂沙美☆魔法少女クラブ（アミターヴ）
- ときめきメモリアル Only Love（理事長秘書）
- .hack//Roots（カシミア）
- 西の善き魔女 Astraea Testament（イグレイン・ヴァーネット）
- 妖逆門（三枝敏雄 / ロンドン）
- 祝!(ハピ☆ラキ)ビックリマン（整形美帝）
- BLACK CAT（リン＝シャオリー）
- Project BLUE 地球SOS（ペニー・カーター）
- ワンワンセレプー それゆけ!徹之進（徹）

2007年
- 一騎当千 Dragon Destiny（司馬懿仲達）
- 英國戀物語エマ 第二幕（アデーレ）
- 月面兎兵器ミーナ（羽蝉寛治、ルナルナお姉さん）
- 鋼鉄三国志（凌統公績、陸遜伯言〈子供時代〉）
- 神霊狩/GHOST HOUND（瘧師慧）
- DARKER THAN BLACK -黒の契約者-（アイリーン）
- D.Gray-man（デビット）
- 地球へ…（ジョミー・マーキス・シン）
- デルトラクエスト（デイン）
- 天元突破グレンラガン（ロシウ）
- MOONLIGHT MILE（モエラ・ジェファーソン、アン） - 2シリーズ
- ムシウタ（担任教師、大喰い）
- もやしもん（2007年 - 2012年、結城蛍） - 2シリーズ

2008年
- イタズラなKiss（桔梗幹）
- 機動戦士ガンダム00 セカンドシーズン（リヴァイヴ・リバイバル、カタロン職員）
- 屍姫（2008年 - 2009年、神生真世） - 2シリーズ
- 灼眼のシャナ シリーズ（2008年 - 2012年、『永遠の恋人』ヨーハン） - 2シリーズ
- しゅごキャラ!（2008年 - 2009年、三条海里） - 2シリーズ
- セキレイ（2008年 - 2010年、灰翅） - 2シリーズ
- 隠の王（宵風）
- 忍たま乱太郎（2008年 - 2025年、彦四郎）
- 破天荒遊戯（イリージャ・バートネル座長）
- モノクローム・ファクター（九条悠）

2009年
- アラド戦記〜スラップアップパーティー〜（雷火）
- 鉄のラインバレル（森次玲二〈少年〉）
- 黒執事（エドワード）
- 咲-Saki-（2009年 - 2014年、深堀純代、弘世菫） - 3シリーズ
- 07-GHOST（テイト＝クライン）
- 宙のまにまに（酒井てる子）
- DARKER THAN BLACK -流星の双子-（葉月水無）
- BLEACH / BLEACH 斬魄刀異聞篇（蛇尾丸〈猿女〉）

2010年
- 一騎当千 XTREME XECUTOR（献帝、司馬懿仲達）
- 海月姫（鯉淵蔵之介）
- SHIN-MEN（アイアンSHIN-MEN カン）
- メタルファイト ベイブレード シリーズ（2010年 - 2011年、チーユン） - 2シリーズ

2011年
- イナズマイレブンGO（2011年 - 2014年、神童拓人） - 3シリーズ
- 機動戦士ガンダムAGE（少年）
- Suzy's Zoo だいすき!ウィッツィー（パッチズ）
- STAR DRIVER 輝きのタクト（アタリ・コウ / ニードルスター）
- 世界一初恋2（サファイア編集長）
- 電波女と青春男（エリオット）
- ぬらりひょんの孫 千年魔京（しょうけら）
- 爆丸バトルブローラーズ ガンダリアンインベーダーズ（スコーティア）
- 遊☆戯☆王ZEXAL（国立カケル）

2012年
- イクシオン サーガ DT（2012年 - 2013年、KT）
- 織田信奈の野望（浅井長政）
- 黒魔女さんが通る!!（速水瑛良）
- CØDE:BREAKER（八王子泪）
- デジモンクロスウォーズ 〜時を駆ける少年ハンターたち〜（ヒロヤ）
- リトル・チャロ〜東北編〜（トシ）

2013年
- キューティクル探偵因幡（因幡遥）
- 探検ドリランド（ハービル）
- ちはやふる シリーズ（2013年 - 2020年、山井真琴） - 2シリーズ
- デュエル・マスターズ ビクトリーV3（2013年 - 2014年、ゾロスター / ゾロ・ア・スター）
- ビーストサーガ（シアンビ、スワインクシード）
- 魔界王子 devils and realist（ソロモン）
- 〈物語〉シリーズ セカンドシーズン（苛虎）

2014年
- ストレンジ・プラス（恭宇夜） - 2シリーズ
- 戦国BASARA Judge End（ナレーション）
- たまごっち! みらくるフレンズ（三日月イルカっち）
- ディスク・ウォーズ:アベンジャーズ（アカツキ・アキラ）
- 幕末Rock（徳川慶喜）
- フューチャーカード バディファイト（2014年 - 2018年、如月斬夜、超武装騎竜ガルバニックフェザー・ドラゴン、少年ゲンマ、ブレイドウイング・フェニックス） - 5シリーズ
- みんな集まれ!ファルコム学園（2014年 - 2015年、ヨシュア） - 2シリーズ

2015年
- アイカツ!（ムレータ淳朗）
- 銀魂゜（大司教）
- プリパラ（2015年 - 2017年、紫京院ひびき）
- ユリ熊嵐（ライフ・クール）

2016年
- 赤髪の白雪姫（ウミヘビ）
- 坂本ですが?（松山）
- 少年メイド（日野祐司）
- SUPER LOVERS（2016年 - 2017年、清華） - 2シリーズ
- ドリフターズ（那須与一）
- ノルン+ノネット（二条朔也）

2017年
- かみさまみならい ヒミツのここたま（ゆっきー）
- 政宗くんのリベンジ（2017年 - 2023年、雅宗兼次） - 2シリーズ
- AKIBA'S TRIP -THE ANIMATION-（月山星乃）
- ベルセルク（ミュール）
- アトム ザ・ビギニング（Dr.ロロ）
- アイドルタイムプリパラ（2017年 - 2018年、紫京院ひびき）
- カイトアンサ（ジョボジョボビッチ）

2018年
- 剣王朝（趙四）
- Butlers〜千年百年物語〜（白鳥蓮）
- キラッとプリ☆チャン（2018年 - 2021年、メイ子、ソルル）
- あそびあそばせ（高柳先生）
- つくもがみ貸します（半助）
- アイカツフレンズ!（紫面道ノア）
- ムヒョとロージーの魔法律相談事務所（2018年 - 2020年、今井玲子） - 2シリーズ
- 爆釣バーハンター（2018年 - 2019年、鮫島キバ）
- イナズマイレブン オリオンの刻印（アナハン・イムス）

2019年
- 賭ケグルイ××（骨喰ミラスラーヴァ）
- ぱすてるメモリーズ（緋龍）
- KING OF PRISM -Shiny Seven Stars-（シャイン）
- ブラッククローバー（2019年 - 2021年、ヘンリー・レゴラント）
- 魔入りました!入間くん（2019年 - 2023年、オペラ、フルカス、レジェンドリーフ） - 3シリーズ
- ファンタシースターオンライン2 エピソード・オラクル（コハナ）

2021年
- アイカツプラネット!（オーロラペガサス）
- 進撃の巨人（2021年 - 2023年、イェレナ） - 3シリーズ
- 不滅のあなたへ（2021年 - 2023年、ハヤセ、カハク、ナレーション） - 2シリーズ
- 乙女ゲームの破滅フラグしかない悪役令嬢に転生してしまった…X（ジェフリー・スティアート〈幼少期〉）
- かげきしょうじょ!!（椎名玲央）

2022年
- 薔薇王の葬列（リチャード）
- メイドインアビス 烈日の黄金郷（ベラフ）
- 新テニスの王子様 U-17 WORLD CUP（2022年 - 2024年、Q・P） - 2シリーズ
- デジモンゴーストゲーム（ダルクモン）
- 新米錬金術師の店舗経営（オフィーリア・ミリス）
- アキバ冥途戦争（熊役員）

2023年
- The Legend of Heroes 閃の軌跡 Northern War（ヨシュア・ブライト）
- スキップとローファー（ナオ）
- ひろがるスカイ!プリキュア（2023年 - 2024年、シャララ隊長）
- ダークギャザリング（神様）
- 呪術廻戦 懐玉・玉折/渋谷事変（白髪の呪詛師 / 裏梅）

2024年
- 外科医エリーゼ（ベント卿）
- 僕の心のヤバイやつ（諏訪祐希）
- ポケットモンスター（2024年 - 2025年、チリ）
- 星降る王国のニナ（ヒカミ）
- ぷにるはかわいいスライム（2024年 - 2025年、北風冷） - 2シリーズ
- ねこに転生したおじさん（宅配のお兄さん）

2025年
- サラリーマンが異世界に行ったら四天王になった話（ランページ王）
- パズドラ（マスクロード）
- ガチアクタ（タムジー）
- 不器用な先輩。（観海寺律）

### 劇場アニメ
1990年代
- スレイヤーズごぅじゃす（1998年、子リック）
- 小さな巨人ミクロマン 大激戦!ミクロマンVS最強戦士ゴルゴン（1999年、イザム）

2000年代
- 名探偵コナン 瞳の中の暗殺者（2000年、看護婦A）
- 名探偵コナン ベイカー街の亡霊（2002年、菊川清一郎）
- それいけ!アンパンマン ルビーの願い（2003年、パール）
- 映画 犬夜叉 紅蓮の蓬莱島（2004年、紅邪鬼）
- 劇場版 鋼の錬金術師 シャンバラを征く者（2005年、マリア・ロス）
- ロックマンエグゼ 光と闇の遺産（2005年、伊集院炎山）
- 劇場版アクエリオン 創星神話篇（2007年、スコルピオス）
- 劇場版 天元突破グレンラガン（2008年 - 2009年、ロシウ） - 2作品

2010年代
- イヴの時間 劇場版（2010年、テックス）
- イナズマイレブンGOシリーズ（2011年 - 2014年、神童拓人） - 3作品
- 映画プリパラ み〜んなのあこがれ♪レッツゴー☆プリパリ（2016年、紫京院ひびき）
- 劇場版プリパラ み〜んなでかがやけ!キラリン☆スターライブ!（2017年、紫京院ひびき）
- 名探偵コナン から紅の恋歌（2017年、阿知波の秘書）
- PEACE MAKER 鐵（2017年、沖田総司）
- KING OF PRISMシリーズ（2017年 - 2025年、シャイン / シャヰン） - 4作品
- 劇場版 プリパラ&キラッとプリ☆チャン 〜きらきらメモリアルライブ〜（2018年、紫京院ひびき）

2020年代
- 劇場版 アイカツプラネット!（2022年、オーロラペガサス）
- 劇場版 美少女戦士セーラームーンCosmos（2023年、カオス）
- ブラッククローバー 魔法帝の剣（2023年、ヘンリー・レゴラント）
- i☆Ris the Movie - Full Energy!! -（2024年、クロリス）
- アイカツ!×プリパラ THE MOVIE -出会いのキセキ!-（2025年、紫京院ひびき）

### OVA
1999年
- 青山剛昌短編集「さまよえる赤い蝶」（アナウンサー）
- 青山剛昌短編集「ちょっとまってて」（麻巳子の母）
- 青山剛昌短編集「夏のサンタクロース」（コンピューター）

2000年
- AMON デビルマン黙示録（サイコジェニー）

2001年
- ARMITAGE DUAL-MATRIX（ジュリアン・ムーア）
- 怪童丸（怪童丸〈坂田金時〉）
- マジンカイザー（2001年 - 2003年、炎ジュン） - 2作品

2002年
- I'll/CKBC（金本浩二）
- GUNDAM EVOLVE 4 RX-78 GP03 DENDROBIUM（女スパイ）
- .hack//GIFT（司、エルク）
- ナースウィッチ小麦ちゃんマジカルて（伊達京介）

2003年
- とらいあんぐるハート 〜Sweet Songs Forever〜（御神美沙斗）

2004年
- 王ドロボウJING in Seventh Heaven（ジン）
- コゼットの肖像（倉橋永莉）
- ナースウィッチ小麦ちゃんマジカルてZ（伊達京介）

2005年
- 星界の戦旗III（ソバーシュ）

2006年
- CLUSTER EDGE Secret Episode（ベスビア・バレンチノ）
- げんしけん OVA COLLECTION（高坂真琴）
- 舞-乙HiME Zwei（チエ・ハラード）

2007年
- 今日からマ王! R（ヴォルフラム）
- 創星のアクエリオン（スコルピオス）
- ツバサ TOKYO REVELATIONS（牙暁）
- 地球へ… Expansion Disc（ジョミー・マーキス・シン）
- .hack//G.U. Returner（エンデュランス）

2008年
- ないしょのつぼみ（三枝葉）
- HELLSING（2008年 - 2012年、ハインケル・ウーフー） - 5作品

2009年
- 電波的な彼女 〜幸福ゲーム〜（円堂円）

2011年
- 英雄伝説 空の軌跡 THE ANIMATION（ヨシュア・アストレイ）

2012年
- 名探偵コナン えくすかりばあの奇跡（センイチ）

2014年
- IS 〈インフィニット・ストラトス〉2 ワールド・パージ編（アンネイムド隊長）

### Webアニメ
- あずまんが大王（2000年、神楽）
- イヴの時間（2008年、テックス）
- ひよこのさむらい ひよざえもん（2008年、ひよまる）
- B: The Beginning（2018年、イザナミ[97]）
- やさしいあくま（2018年、フウ[98]）
- アイドルランドプリパラ（2021年、紫京院ひびき）

### ゲーム
1998年
- クロス探偵物語（西山美麗）

2001年
- ゴエモン 新世代襲名!（ヨシツネ）
- ハリー・ポッターと賢者の石

2002年
- Card of Destiny 〜光と闇の統合者〜（ローレンス）
- THE 推理 〜新たなる20の事件簿〜（江波警視）
- ZOIDS VS.（レイヴン、ジェミー・ヘメロス）
- .hack Vol.1 - 4（エルク、司、カズ、ドリン、ポイズングソ） - 4作品
- ハリー・ポッターと秘密の部屋

2003年
- サムライスピリッツ零（黒河内夢路）
- SIMPLE2000シリーズ THE 美少女シミュレーションRPG MoonLightTale（エリザ）
- スターオーシャン Till the End of Time（医者）
- 星界の戦旗（ソバーシュ・ウェフ＝ドール・ユース）
- ハリー・ポッターと賢者の石
- ファンタスティックフォーチュン2 / 2☆☆☆（2003年 - 2005年、ユニシス＝ハーシェル） - 2作品
- ロックマンエグゼ トランスミッション（伊集院炎山）

2004年
- 宇宙のステルヴィア（小田原大）
- 機神咆吼デモンベイン（コリン、クトゥグア、イタクァ）
- スターオーシャン Till the End of Time ディレクターズカット（医者）
- スーパーロボット大戦GC（炎ジュン）
- 鋼の錬金術師 ドリームカーニバル（マリア・ロス）

2005年
- invisible sign -イス-（陣内あゆり）
- 機動戦士ガンダムSEED DESTINY GENERATION of C.E.（フォー・ソキウス、シックス・ソキウス、サーティーン・ソキウス、シックス・ソキウス、サーティン・ソキウス）
- サムライスピリッツ 天下一剣客伝（黒河内夢路）
- サモンナイト クラフトソード物語 〜はじまりの石〜（キルフィス）
- 水の旋律（設楽優）
- メルヘヴン ARM FiGHT DREAM（ファントム）
- Rhapsodia（セネカ、シメオン）
- ランブルローズ（イーブルローズ / ノーブルローズ）

2006年
- うえきの法則 倒すぜロベルト十団!!（ロベルト・ハイドン）
- 英雄伝説 空の軌跡FC（ヨシュア・ブライト）※PSP版のみ
- 英雄伝説 空の軌跡SC（ヨシュア・ブライト）
- 機神飛翔デモンベイン（『二闘流』九朔、コリン）
- 今日からマ王! 〜はじマりの旅〜（フォンビーレフェルト卿ヴォルフラム）
- 今日からマ王! 〜おれさまクエスト〜（フォンビーレフェルト卿ヴォルフラム）
- クラスターエッジ〜君を待つ未来への証〜（ベスビア・バレンチノ）
- 自律機動戦車イヅナ（北川イザン、水晶）
- テイルズ オブ ザ テンペスト（ルキウス・ブリッジス）
- .hack//G.U.（2006年 - 2017年、エンデュランス） - 4作品
- バテン・カイトスII 始まりの翼と神々の嗣子（ナスカ）
- 花帰葬（花白、こはな、未来救世主〈大〉、初代救世主）
- 水の旋律2 〜緋の記憶〜（設楽優）
- メルヘヴン カルデアの悪魔（ファントム）
- メルヘヴン 忘却のクラヴィーア（ファントム）

2007年
- アニス&フリッキー（アニス）
- 英雄伝説 空の軌跡 the 3rd（ヨシュア・ブライト）
- 今日からマ王! 眞マ国の休日（フォンビーレフェルト卿ヴォルフラム）
- スペクトラルジーン（カイン・ノア）
- テイルズ オブ ファンダム Vol.2（ヴァン・グランツ〈16歳〉）
- 天元突破グレンラガン（ロシウ・アダイ）
- ルミナスアーク（ヨハネス）

2008年
- アーマード・コア フォーアンサー（ジュリアス・エメリー）
- あさき、ゆめみし（カガチ）
- 一騎当千 Eloquent Fist（司馬懿仲達）
- ヴァンテージマスターポータブル（ヨシュア）
- クリムゾン・エンパイア〜Circumstance to serve a noble〜（ハルキア＝ガナッシュ）
- しゅごキャラ! あむのにじいろキャラチェンジ（三条海里）
- 「っポイ!」 ひと夏の経験!?（相模真）
- D.Gray-man 奏者ノ資格（デビット）
- Daylight -朝に光の冠を-（ミンミ・ザミテス・アカハーテ）
- ポイズンピンク（レイナ）
- モノクローム・ファクター cross road（九条悠）
- Real Rode（リュオン）

2009年
- アークライズファンタジア（骸使い）
- R-TYPE TACTICS II -Operation BITTER CHOCOLATE-（R・ワイアット少尉）
- アンティフォナの聖歌姫 〜天使の楽譜 Op.A〜（クレフ）
- 暗闇の果てで君を待つ（穂波陽介）
- クリムゾン・ロワイヤル〜Circumstance to serve a noble〜（ハルキア＝ガナッシュ）
- スターオーシャン4 -THE LAST HOPE-（フェイズ〈フェイズ・シッファー・ベレス〉 / 創生の使徒）
- ナデプロ!! 〜キサマも声優やってみろ!〜（西園寺茜）

2010年
- アルトネリコ3 世界終焉の引鉄は少女の詩が弾く（タツミ）
- イースvs.空の軌跡 オルタナティブ・サーガ（ヨシュア・ブライト）
- 英雄伝説 零の軌跡（ヨシュア・ブライト）
- 黄金夢想曲（ゼパル）
- 咲-Saki- Portable（深堀純代）
- スターオーシャン4 -THE LAST HOPE- INTERNATIONAL（フェイズ〈フェイズ・シッファー・ベレス〉 / 創生の使徒）
- Starry☆Sky After Spring / After Summer / After Autumn（2010年 - 2011年、春名真琴） - 3作品
- テイルズ オブ ファンタジア なりきりダンジョンX（ディオ / ディオス）
- ティンクル☆くるせいだーすGoGo!（咲良シン）
- .hack//Link（司、エルク、エンデュランス）
- みんなのテニスポータブル（タイガ）
- メタルファイト ベイブレード（チーユン） - 2作品
- uni.（杉並）
- Last Escort -Club Katze-（奏）
- ラストランカー（ユーリ）
- Real Rode PORTABLE（リュオン）

2011年
- イナズマイレブン ストライカーズ（神童拓人）
- イナズマイレブン ストライカーズ 2012エクストリーム（神童拓人）
- イナズマイレブンGO シャイン/ダーク（神童拓人）
- うみねこのなく頃に散 〜真実と幻想の夜想曲〜（ゼパル）
- SDガンダム GGENERATION（2011年 - 2019年、リヴァイヴ・リバイバル、マイキャラクターボイス女性13〈CROSSRAYS〉） - 3作品
- クレヨンしんちゃん 宇宙DEアチョー!? 友情のおバカラテ!!
- 月華繚乱ROMANCE（八重原ダリア）
- 第2次スーパーロボット大戦Z 破界篇 / 再世篇（2011年 - 2012年、ロシウ・アダイ、リヴァイヴ・リバイバル） - 2作品
- つくものがたり（長谷部進 他）
- 遙かなる時空の中で5（八雲都）
- 文明開華葵座異聞録（諏訪七巳〈少年期〉）
- FAIRY TAIL PORTABLE GUILD2（シュラ）

2012年
- イナズマイレブンGO2 クロノ・ストーン ネップウ/ライメイ（神童拓人、天馬母）
- イナズマイレブンGO ストライカーズ2013（神童拓人、シンジャミ）
- 英雄伝説 零の軌跡 Evolution（ヨシュア・ブライト）
- 白華の檻 〜緋色の欠片4〜（言蔵智則）
- 東京バベル（ダンタリオン）
- .hack//Versus（司）
- 遙かなる時空の中で5 風花記（八雲都）
- ブレイブリーデフォルト フライングフェアリー（ティズ・オーリア）

2013年
- アサシン クリード IV ブラック フラッグ（ジェームズ・キッド / メアリ・リード）
- イクシオン サーガ（ヒロインC〈女性〉）
- イナズマイレブンGO ギャラクシー ビッグバン/スーパーノヴァ（神童拓人）
- 咲-Saki- 阿知賀編 episode of side-A Portable（弘世菫）
- 白華の檻 〜緋色の欠片4〜 四季の詩（言蔵智則）
- スーパーロボット大戦Operation Extend（レイヴン）
- スーパーロボット大戦UX（小楯衛）
- ゼルダの伝説 神々のトライフォース2（リンク、ラヴィオ、グリ、アイリン、シャドウリンク）
- ドラッグオンドラグーン3（ディト）
- NORN9 ノルン+ノネット（二条朔也、レポーター）
- ブレイブリーデフォルト フォーザ・シークウェル（ティズ・オーリア）

2014年
- Unlight（マルセウス）
- Vinculum Hearts 〜アイリス魔法学園〜（アシュレイ＝カーティス）
- ガールズ×マジック（崎島夕希）
- グランブルーファンタジー（2014年 - 2023年、ヨハン、アシャ、モーガン）
- CV 〜キャスティングボイス〜（咲良瑞樹）
- スカイ・ロア（コロナ）
- スーパーヒーロージェネレーション（ガデッサ）
- 第3次スーパーロボット大戦Z 時獄篇 / 天獄篇（2014年 - 2015年、グーラ・キング・Jr.） - 2作品
- NORN9 VAR COMMONS（二条朔也）
- 幕末Rock（徳川慶喜）
- 幕末Rock 超魂（徳川慶喜）
- ボクとセカイのユークリッド（エディ・B・ジニアス）

2015年
- 英雄伝説 空の軌跡 FC Evolution（ヨシュア・ブライト）
- オルタンシア・サーガ -蒼の騎士団-（2014年 - 2016年、ジルベール、ルフェーヴル）
- Goes!（カイ・ジョリス・佐倉）
- 咲-Saki-全国編（弘世菫、深堀純代）
- セブンスドラゴンIII code:VFD
- ゼルダの伝説 トライフォース3銃士（主人公）
- 忍たま乱太郎 ふっとびパズル!の段（今福彦四郎）
- NORN9 LAST ERA（二条朔也）
- 遙かなる時空の中で6（高塚梓）
- フューチャーカード バディファイト 友情の爆熱ファイト!（如月斬夜）
- プリパラ（2015年 - 2019年、ひびき、マイキャラ）
- ブレイブリーセカンド（ティズ・オーリア）
- ポポロクロイス牧場物語（???）
- 雷子（馬超）
- Rear pheles -Red of Another-（赤ずきん）
- リリーと魔神の物語（ノエル・ロウ）

2016年
- アンチャーテッド 海賊王と最後の秘宝（ネイサン・ドレイク〈少年期〉）
- オーバーウォッチ（ザリア）
- クイズRPG 魔法使いと黒猫のウィズ（ギンガ・カノン）
- 神撃のバハムート（ヤヴンハール）
- 世界樹の迷宮V 長き神話の果て
- ゼルダ無双 ハイラルオールスターズ（ラヴィオ）
- NORN9 ACT TUNE（二条朔也）
- 遙かなる時空の中で6 幻燈ロンド（高塚梓）
- League of Legends（ダイアナ、フィズ）

2017年
- キズナストライカー!（羽津ユウキ）
- スターオーシャン:アナムネシス（フェイズ・シッファー・ベレス）
- スターオーシャン4 -THE LAST HOPE- 4K & Full HD Remaster（フェイズ〈フェイズ・シッファー・ベレス〉 / 創生の使徒）
- ゼノブレイド2（2017年 - 2018年、メレフ、ルビルビ、メフィメフィ）
- 閃乱カグラ PEACH BEACH SPLASH（麗王）
- シノビマスター  閃乱カグラ NEW LINK（麗王）
- 崩壊3rd（アインシュタイン）
- ファイアーエムブレム Echoes もうひとりの英雄王（クリフ）
- フォーオナー（ウォーデン〈女〉）
- フューチャーカード バディファイト 目指せ!バディチャンピオン!（如月斬夜）
- Ever Oasis 精霊とタネビトの蜃気楼

2018年
- フューチャーカード バディファイト 誕生!オレたちの最強バディ!（如月斬夜）
- ゼルダ無双 ハイラルオールスターズ DX（ラヴィオ）
- プリパラ オールアイドルパーフェクトステージ!（紫京院ひびき）
- 茜さすセカイでキミと詠う（紫式部）
- キラッとプリ☆チャン（2018年 - 2020年、ソルル、マイキャラ）
- ザンキゼロ（玖保田ゼン）
- NARUTO TO BORUTO シノビストライカー（アバターボイス）
- 英雄伝説 閃の軌跡IV -THE END OF SAGA-（ヨシュア・ブライト）
- SHOW BY ROCK!!（ゲンゲン）
- ファイアーエムブレム ヒーローズ（2018年 - 2020年、クリフ、ニケ）
- ヘルプ!!!〜恋が丘学園おたすけ部〜（ふぁい）
- 白と黒のアリス -Twilight line-（ステラ）
- エアリアルレジェンズ（ビリー・カティ）

2019年
- ガーディアン・プロジェクト（レナウン、飛龍）
- ラングリッサー モバイル（ヨシュア・ブライト）
- 大乱闘スマッシュブラザーズ SPECIAL（勇者〈DQXI〉 / イレブン） - DLC追加キャラクター
- ゼルダの伝説 夢をみる島（リンク）
- ドラゴンクエストXI 過ぎ去りし時を求めて S（主人公、サンポ大僧正、カムイ、ヒメナミ、イズナ、ぱふぱふ娘〈エドゥリス〉）
- 時の歌-終焉なきソナタ-（ギア）
- ドラゴンクエストライバルズ（勇者イレブン、フォステイル）
- スーパーロボット大戦DD（2019年 - 2024年、炎ジュン、リヴァイヴ・リバイバル）
- ブラックスター -Theater Starless-（モクレン）
- 陰陽師（天劍韌心鬼切〈初代〉）

2020年
- 一騎当千 エクストラバースト（司馬懿仲達）
- テイルズ オブ ザ レイズ（2020年 - 2021年、ルキウス・ブリッジス、ディオ）
- イナズマイレブン SD（神童拓人）
- アイカツプラネット!（オーロラペガサス）

2021年
- クッキーラン:キングダム（アボカド味クッキー）
- うみねこのなく頃に咲 〜猫箱と夢想の交響曲〜（ゼパル）
- ラクガキ キングダム（神薙雷風）
- ブレイブリーデフォルトII（グラディス・ケリー）
- ポケモンマスターズEX（2021年 - 2025年、ヨウ）
- ドラゴンクエストX いばらの巫女と滅びの神 オンライン（フォステイル）
- スーパーロボット大戦30（戒道幾巳）
- ドラゴンクエストX 天星の英雄たち オンライン（フォステイル）

2022年
- うたわれるもの ロストフラグ（クジャク）
- 東京放課後サモナーズ（ゴロウザエモン）
- 東方ダンマクカグラ（飯綱丸龍）
- SDガンダム バトルアライアンス（リヴァイヴ・リバイバル）
- ドラゴンクエストX オフライン（フォステイル）
- Fate/Grand Order（2022年 - 2023年、黄天化、黄天禄、黄天爵、黄天祥）
- ワールドフリッパー（マーデン）

2023年
- ウマ娘 プリティーダービー（バイアリーターク）
- 白夜極光（ハーティ〈初代〉）
- ストリートファイター6（マリーザ）
- アイドルランドプリパラ（紫京院ひびき、マイキャラゲームボイス)
- あんさんぶるスターズ!! Music / Basic（神崎颯馬〈幼少期〉） - 2作品
- モンスターストライク（新島八重）

2024年
- ユニコーンオーバーロード（ギルベルト）
- デュエル・マスターズ プレイス（アンちゃん、宴会の面 ソスソス）
- ゼルダの伝説 知恵のかりもの（リンク）

2025年
- モンスターハンターワイルズ（エリック）
- 終天教団（下辺零）

### ドラマCD
- Are you Alice? unbirthday scrap #001 : Dyna → Cheshire Cat（シスター）
- Ai DeathGUN シリーズ（美嬢アオ）
- 愛を歌うより俺に溺れろ! シリーズ（桜坂水樹）
- 青春鉄道 ドラマCD2 〜高速鉄道編〜（秋田新幹線）
- 明日のナージャ 音的挿話シリーズ（フランシス・ハーコート / 星の瞳のナイト、キース・ハーコート / 怪盗黒バラ）
- アニメ店長B'店長候補生 Drama&Radio Talk Album 研修報告 Vol.1・2（岩倉シロ）
- AliceQuartet VoiceConcerto（十和田悠希）
- イース&空の軌跡vs.ヴァン・ジョー（ヨシュア・ブライト）※イースvs.空の軌跡 オルタナティブ・サーガドラマCD同梱版
- イナズマイレブンGO ドラマCD「永遠の絆!!」（神童拓人）
- うえきの法則 シリーズ（ロベルト・ハイドン）
- ウルトラパニック!（来海崇）
- 英雄伝説 軌跡シリーズ（ヨシュア・ブライト）
- EREMENTAR GERAD-蒼空の戦旗-（ジィン〈ジィリオ＝ヴェルスーン〉）
- 王子と魔女と姫君と（大路昴）
- 王ドロボウJING 〜el sur〜（ジン）
- お・り・が・み 天の門（白井沙穂）
- 陽炎ノスタルジア〜新章〜（神威）
- 機神咆吼デモンベイン（コリン、クトゥグア、イタクァ）
- 今日からマ王! シリーズ（フォンビーレフェルト卿ヴォルフラム）
- 國崎出雲の事情（皇加賀斗）
- CLUSTER EDGE 〜未来へ…〜（ベスビア・バレンチノ）
- グラビテーション シリーズ（北沢良希）
- Grand Stage（蘇皇唯[170]）
- 月華繚乱ROMANCE ドラマCD 〜誰が小鳥を殺したか〜 黒橡の館（八重原ダリア）
- GetBackers-奪還屋- シリーズ（MAKUBEX）
- 月面兎兵器ミーナ キャラクターコレクション 第1 - 5巻（羽蝉寛治）
- 絢爛舞踏祭 オリジナルドラマ3 慈愛号DISC（マイケル・コンコード）
- 紅炎のソレンティア シリーズ（ヒカル・ストレイス）
- Goes!ドラマCDシリーズ（カイ・ジョリス・佐倉）
- コーセルテルの竜術士物語 〜海に行く話〜（エレ）
- 鋼鉄三国志 シリーズ（凌統公績）
- 困った時には星に聞け! シリーズ （望月明里）
- さあ恋におちたまえ4（坂下すすむ）
- 最終神話戦争イデアオペラ 第3章 輝ける悠遠の女神（イカロス）
- サルーテ! 〜フロワ王女と海賊ルッシュ〜 シリーズ（ユング）
- されど罪人は竜と踊る（ニドヴォルク）
- 三千世界の鴉を殺し シリーズ（ライラ）
- JADE（瑠璃）
- 執事様のお気に入り 2（神澤理皇）
- ジャポニズム47（埼玉）
- しゅごキャラ! シリーズ（三条海里）
- 白華の檻 〜緋色の欠片4〜 四季の詩 シリーズ（言蔵智則）
- 召喚士マリア 出会いには花束を、小さき恋に別れの涙を（アルフレッド）
- 情動のメタモルフォーゼ 〜くされ縁の法則5〜（白河遥奈）
- シューピアリア（ジュノー）
- 私立クレアール学園 秘密のガーディアン（皇咲流）
- 私立彩陵高校超能力部（オミナエシトオル）
- 少女論-恋についての考察-（新居ひなた）
- 神曲奏界ポリフォニカ エイフォニック・ソングバード（ヤワラベ・ティアン[171]）
- 紳士は夜に求愛する（有栖川玲）
- 真・女神転生 STRANGE JOURNEY（ミア）
- SUPER LOVERS 3（清華）
- ストレンジ・プラス シリーズ（恭宇夜）
- スレイヤーズVSオーフェン〜史上最悪の邂逅〜（ドロシー・マギー・ハウザー）
- 星界の戦旗 シリーズ（ソバーシュ・ウェフ＝ドール・ユース）
- セイント・バトラーズ 菫の大公と黒の家令（アンドレア・ドゥラ・シバレッド＝エディス）
- Z/X -Zillions of enemy X- NF DramaCD (7)「ぶらり湯けむり温泉紀行」(フォスフラム)
- 「ヤングガンガンすぺしゃるCD 2010夏〜Part1〜」セキレイ（灰翅）
- 07-GHOST シリーズ（テイト＝クライン）
- 090えこといっしょ（劉岳星）
- 戦国武将物語 〜姫編〜（第一話「お市の方物語」）
- 専制君主なコイビト（富田じゅん）
- 葬儀屋リドル（ジュリアン）
- 蒼穹のファフナー ドラマCD1 STAND BY ME（小楯衛）
- ソーダ屋のソーダさん。（椒子・D・ペッパー）
- ゾンビ屋れい子（擬態生息者06号）
- ちょこっとヒメ（大川陽太）
- っポイ!（相模真）
- 罪作りな君〜against LOVE（ダニー・キャスティロッティ）
- 罪の褥も濡れる夜（幼少時の義康）
- 地球へ… オリジナルドラマCD「S_D_582 彷徨〜さまよい〜」（ジョミー・マーキス・シン）
- テンカウント（黒瀬陸〈幼少期〉）
- 天下統一恋の乱（徳川家康）
- 天狗陰陽道 牛若退魔録（牛若丸）
- 転生したら剣でした（ゼライセ[172]） - 5巻ドラマCD付き限定版
- 鳥籠学級（ミカゲ）
- 隠の王 シリーズ（宵風）
- ナデプロ!! 3・5（西園寺茜）
- 西の善き魔女 Astraea Testament 番外編「赤毛の貴公子と黒髪の少年」（イグレイン・ヴァーネット）
- 忍たま乱太郎 ドラマCD シリーズ（今福彦四郎）
  - 学級委員長委員会の段
  - い組の段〜上巻〜
- NORN9 ノルン+ノネット Trio DramaCD Vol.2（二条朔也[173]）
- はーとふる彼氏 シリーズ（藤代嘆）
- 高速エイジ（小枝王太）
- 獏-BAKU-（アルセニカ）
- 獏狩り シリーズ（八神彰人、八神奈月、八神）
- 伯爵家御用達（梅宮レイナ）
- 花帰葬 シリーズ（花白、救世主、こはな、初代救世主）
- はやて×ブレード シリーズ（氷室瞑子）
- 薔薇王の葬列（リチャード[174]）※『月刊プリンセス』2016年2月号付録
- 遙かなる時空の中で5 夜明け前 壱・弐（八雲都）
- バレスタ シリーズ（遠藤健作）
- PEACE MAKER鐵 シリーズ（沖田総司）
- ひぐらしのなく頃に -目明し編-（北条悟史）
- ひぐらしのなく頃に -祭囃し編-（北条悟史）
- ピカ☆イチ（三園了）
- BiNETSU シリーズ（有栖川玲）
- ファイアーエムブレム Echoes もうひとりの英雄王 ドラマCD 異国の空 黎明の森（クリフ）
- Fantastic Fortune2 シリーズ（ユニシス＝ハーシェル）
- 鉱石妖精（アリス&マスター）※あづみ冬留オリジナル企画・ドラマCD
- 腐女子っス!（ユキ君〈青井由起〉）
- ぷちモン（レイナード＝ソルシュトワ）
- ドラマCDシリーズ「BLACK CAT 3」（リン＝シャオリー）
- ペンギン革命（葛城涼）
- V・B・ローズ（秋吉零）
- ブラックマトリクス ダブルオー 〜慟哭の爪痕〜（天使兵ラス）
- VELVET UNDERWORLD シリーズ（ガラガラ）
- 法医学者と刑事の相性（鏡花）
- ポーの一族 第1 - 6巻（アラン）
- 毎日晴天! シリーズ（御幸）
- 舞-乙HiME ドラマCD ミス・マリアはみてた ガルデローベ（秘）裏日誌 VOL.1（チエ・ハラード）
- 舞-HiME ドラマCD 実録!『裏』風華学園史・第一章（原田千絵）
- マジナ! voice-MIX シリーズ（佐久間悠斗）
- 魔人探偵脳噛ネウロ（怪盗X）
- ミカるんX ドラマCD 02（久里虫千遊）
- 右手にメス 左手に花束 シリーズ（中森美卯）
- 水の旋律 シリーズ（設楽優）
- 盟約のリヴァイアサン（春賀晴臣[175]）
- ゆびさきミルクティー（池田由紀）
- LOVE MODE 5（鹿島木和）
- LOVELESS シリーズ（目奈津生）
- Lamento -BEYOND THE VOID- DRAMA CD Vol.3（ライ幼少期、ライの母）
- Drama CD Real Rode 〜Noble Black Disc〜（リュオン）
- R.O.D -THE CD-（ジュニア）
- レインボーマン（チャン・ユーリン）
- 恋愛のセオリー（広瀬美紗子）
- ワイルドアームズ 2ndイグニッション（トニー）
- 若!! 1・2（緋ノ山弥生）

### ラジオドラマ
- ポーの一族（アラン、エドガー、朴璐美と共にパーソナリティも担当 / 終了）
- 青春アドベンチャー エイレーネーの瞳 シンドバッド23世の冒険
- 師匠シリーズ（京介）[176]

### デジタルコミック
- BS11 月刊コミックTV「獏狩り」
- VOMIC キングダム（漂）
- VOMIC CLOTH ROAD（美美介）
- VOMIC 帝一の國（榊原光明）
- タイムスリップオタガール（城之内はとこ[177]）
- 幼馴染のS級パーティーから追放された聖獣使い。万能支援魔法と仲間を増やして最強へ!（2022年、ラッキー[178]）
- 銀次と桃田（シルバーとピンク）（2023年、藤森美幸[179]）
- アニコミ 負け確定のライバル令嬢に転生したので王子様は諦めます。（2024年、アーサー[180]）

### 吹き替え

#### 映画（吹き替え）
- アグリーズ（ドクター・ケーブル〈ラバーン・コックス〉）
- アサイラム 狂気の密室病棟（ストリング〈コーディ・カッシュ〉）
- 新しいワタシの見つけ方（スーザン〈ミッシー・パイル〉）
- アトランティスのこころ（サリー・ジョン）
- ヴァレリアン 千の惑星の救世主（リマイ〈エイメリン・バラデ〉[181]）
- サッカー・ドッグ（ヴィンス）
- サラブレッド（アマンダ〈オリヴィア・クック〉）
- 女子高生ロボット戦争（アニー）
- ジングル・オール・ザ・ウェイ ※フジテレビ・BD版
- 007/ノー・タイム・トゥ・ダイ（エージェント・ノーミ〈ラシャーナ・リンチ〉[182]）
- ドンキ・ホーテ（ペレド少年）
- バービー（大統領バービー〈イッサ・レイ〉[183]）
- バチュラーパーティー2 最後の貞操ウォーズ（トミー）
- ブラック・ダイヤモンド（ダリア〈ガブリエル・ユニオン〉）※ソフト版
- プリデスティネーション（ジョン / ジェーン〈サラ・スヌーク〉）
- ポイント45（ヴィック）
- マーキュリー・ライジング ※テレビ朝日版
- マーベル・シネマティック・ユニバース（オコエ〈ダナイ・グリラ〉）
  - ブラックパンサー[184]
  - アベンジャーズ/インフィニティ・ウォー[185]
  - アベンジャーズ/エンドゲーム[186]
  - ブラックパンサー/ワカンダ・フォーエバー[187]
- ラスト・デイズ・オン・マーズ（キム・アルドリッチ〈オリヴィア・ウィリアムズ〉）
- レッド・ドーン（トニ・ウォルシュ〈エイドリアンヌ・パリッキ〉）

#### ドラマ
- GIRLS/ガールズ（ジェッサ〈ジェマイマ・カーク〉）
- 13の理由（オリヴィア・ベイカー〈ケイト・ウォルシュ〉）
- クイーンズ・ギャンビット（ロンズデール〈レベッカ・ルート〉）
- 9月の朝 〜カサンドラの物語〜（カサンドラ〈リニケール・バロス〉[188]）
- クリミナル・マインド2 FBI行動分析課 #6
- ボーイ・ミーツ・ワールド（レムキー）
- マーダーズ・イン・ビルディング シーズン2（アリス〈カーラ・デルヴィーニュ〉[189]）
- 名探偵モンク2
- ヤング・シェルドン（ジョージ・クーパーJr.〈モンタナ・ジョーダン〉）
- ラブアイランドUSA 水着で恋するラスベガス編（ジャスティン・ンディバ[190]）

#### アニメ
- カルメン・サンディエゴ（プレイヤー）
- Qフォース（ヴィー）
- ジェネレーター・レックス
- スティーブン・ユニバース（ガーネット[191]、セイディ、ピーディー）
- トロールズ ホリデー・ハーモニー（バーブ[192]）
- ホワット・イフ...?（オコエ）

### 特撮
- スーパー戦隊シリーズ
  - 侍戦隊シンケンジャー（2009年、アヤカシ・ウタカサネの声）
  - 魔進戦隊キラメイジャー（2020年、フリーザー邪面の声[193]）

### テレビ番組
- アニソン★カフェ ゆめが丘（第17・18回）
- あにてれ Presents アニソンぷらす+（テレビ東京：2009年3月16日、12月21日）※斎賀みつき feat.JUSTとして
- Anime-TV（tvk：2009年12月12日、TOKYO MX：2011年1月22日）※斎賀みつき feat.JUSTとして
- おはスタ（麗人サイガー、ファントム）
- 今日からマ王! 大研究 シリーズ（2から。ゲスト）

### 映画
- Wonderful World（2010年） - 天村マヤ

### DVD
- GUNDAM BIG EXPO スペシャルステージ ベストセレクション
- 今日からマ王! イベントDVD ファン感謝祭 〜眞魔国でもバレンタイン!?〜
- 今日からマ王! イベントDVD ファン感謝祭2 〜眞魔国でもジューンブライド!?〜
- 劇団K-Show 7th.PRODUCE 演劇DVD かかしのうた
- 鋼鉄三国志 イベントDVD 集え!呉下の駿馬たち 〜熱き風のもとへ〜（鋼鉄三国志ベストアルバム GO FORWARD）
- 第二回声優アワード 永久保存版オフィシャルDVD 〜授賞式から舞台裏まで 受賞者たちの感動記〜
- EVENT DVD アニメ 07-GHOST〜あなたに神のご加護を〜
- テイルズ オブ フェスティバル 2010
- 天元突破グレンラガン 劇場版 前夜祭
- ライブビデオ ネオロマンス♥フェスタ 遙か祭2011 〜桜花恋模様〜
- ネオロマンス♥フェスタ 遙か祭2012
- バラエティDVD 遙かなる時空の中で5 八葉爛漫2
- MARINE SUPER WAVE LIVE DVD2011
- ライブDVD fasti&Luster Live
- ライブDVD Atmosphere Live
- ライブDVD 斎賀みつき feat.JUST 1st. LIVE 2008 ONE

### ラジオ
- 今日からマ王! 『眞魔国放送協会（SHK）』（マリン・エンタテインメント内：2006年11月2日 - 2009年3月19日）
- 斎賀みつきの『Paradise Heaven』（携帯用「声優アニメイト+hm3」内おしゃべり放送局）
- 07-GHOST the world（アニメイトTV、マリン・エンタテインメント：2009年1月8日 - 2010年2月18日）
- 店長候補生 超電波HYPER WAVE!（A&G 超RADIO SHOW〜アニスパ!〜内：岩倉シロ役・不定期出演アシスタント/終了）
- 斎賀・浪川のDriver's High!!（ラジオ関西：2010年4月2日 - 2011年12月）
- RADiO ティンクル☆くるせいだーすGoGo Go!（公式サイト内：2010年9月4日 - 11月6日）
- 「幕末Rock」WEBラジオ Rock or Heaven?（アニメイトTV：2014年6月9日 - 10月20日[194]）
- エステル&ヨシュアのファルコム空の軌跡ラジオ（公式サイト内、ランティスウェブラジオ：2015年4月24日 - 2016年9月30日[195]）
- Goes!〜六陽魔法高校2年C組へようこそ〜（音泉：2015年4月28日 - 10月27日[196]）

### ラジオ・トーク・朗読CD
- 愛のポエム付き言葉攻めCD Lovers IV〜今日と明日の間（はざま）で夢を見た〜
- 感応時間5〜タナトスの兄弟〜（兄）
- 斎賀・浪川のDriver's High!! DJCD 1st.DRIVE - 3rd.DRIVE
- DJCD 眞魔国放送協会 -SHK- vol.1 - 6
- DJCD 07-GHOST the world vol.1・2
- ラジオCD 日野聡vs立花慎之介 平成ニッポン・国取り合戦ラジオ!! 参ノ巻・四ノ巻
- DJCD BLEACH “B” STATION Fifth Season Vol.1
- ミラクル☆トレイン エスコートボイスCDシリーズ 国際展示場正門&幕張海（幕張海）
- DJCD ラジオ☆ロデ Vol.2

### CM
- プロミス
- 地球へ… Premium Fan Disc ※DVD初回版特典
- 07-GHOST OPテーマ「緋色のカケラ」（CDCM）
- マキノ出版 ラジオ日本[197]
- 日テレイベント告知 ラジオ日本[198]
- 紫京院ひびきの華麗なるお遊戯 ボイス付きCM（2024年）[199]

### ナレーション
- オピニオン（CS）
- 関東学院エンジョイラグビー
- 午後は○○おもいッきりテレビ「きょうは何の日」横浜ベイブリッジが出来た日（日本テレビ、2000年11月27日）
- サイエンスミステリー それは運命か奇跡か!?〜DNAが解き明かす人間の真実と愛〜（フジテレビ、2011年1月29日）
- 説明責任（CS）
- 劇場版 ダレン・シャン（予告ナレーション）
- カラダのウワサ検証バラエティ 世界!健康の歩き方[200]（NHK、2024年11月7日）

### 研修ビデオ
- ウェンディーズ（社員研修用ビデオ、ボイスオーバー）

### その他コンテンツ
- アニメ店長B'店長候補生（岩倉シロ）
- ミラクル☆トレイン（幕張海）
- 携帯コンテンツ 天下統一恋の乱（徳川家康）
- 21エモン&ドラえもん ようこそ!ホテルつづれ屋へ（21エモン）
- ポケモンカードゲームXY（海条乱）
- 「ヌード NUDE —英国テート・コレクションより」展（「横浜美術館、2018年3月24日 - 6月24日、音声ガイド）
- ボイレピ♪ 朝ごはん 斎賀みつきさんの声で作る「ツナメルとサンド」（2022年、ナビゲーター[201]）

## ディスコグラフィ

### アルバム
- Luster（1stアルバム、2003年10月22日発売[注 3]）
レーベル：Cosmic Station/Cosmic★Gate、型番：AKCJ-80035/XNCG-20002
  1. 地球（ほし）の色はBLUE（作詞：くまのきよみ、作曲・編曲：広瀬充寿）
  2. オヤユビヒメ（作詞：くまのきよみ、作曲・編曲：広瀬充寿）
  3. 螺旋幻影（エンドレスループ）（作詞：田島浩二、作曲：田中遊梦・広瀬充寿、編曲：広瀬充寿）
  4. Hello（作詞・作曲：三浦誠司、編曲：広瀬充寿）
  5. きまぐれな日曜日（作詞・作曲：Yukana、編曲：広瀬充寿）
  6. Graduation（作詞：ふじのマナミ、作曲：三浦誠司、編曲：広瀬充寿）
  7. Escape（作詞：ふじのマナミ、作曲：田中遊梦、編曲：広瀬充寿）
  8. 太陽を持ってる（作詞：くまのきよみ、作曲・編曲：広瀬充寿）
  9. Luster（作詞：Yukana、作曲・編曲：広瀬充寿）
  10. We can share（作詞・作曲：Yukana、編曲：広瀬充寿）
- Atmosphere（2ndアルバム、2004年7月23日発売）
レーベル：cosmic★motion、型番：GNCA-7012
  1. Burning Heart（作詞：E・J・I、作曲・編曲：広瀬充寿）
  2. 天を目指す花のように（作詞：Yukana、作曲：斉藤まこと、編曲：広瀬充寿）
  3. ME-I（作詞：Yukana、作曲：河野吉彦、編曲：広瀬充寿）
  4. 時の雫（作詞：ふじのマナミ、作曲：三浦誠司、編曲：広瀬充寿）
  5. ELECTRIC BLUE（作詞：柴田卓俊、作曲・編曲：広瀬充寿）
  6. 君想うシプレ（作詞：諏訪部順一、作曲：三浦誠司、編曲：広瀬充寿）
  7. o-cean breeze（作詞：Yukana、作曲：Yukana、編曲：広瀬充寿）
  8. 終わらない物語（作詞：ふじのマナミ、作曲：斉藤まこと、編曲：広瀬充寿）
  9. Paradise（作詞：Yukana、作曲・編曲：広瀬充寿）
  10. GOLD HUNTER（作詞：くまのきよみ、作曲・編曲：広瀬充寿）

- ONE（斎賀みつきfeat.JUST 1st. full album、2008年11月27日発売）
  1. Heart shaped killing emotion（作詞：TADD、作曲・編曲：西岡和哉）
  2. DIVE TO DISTRACTION（作詞：TADD、作曲・編曲：西岡和哉）
  3. Drive far（作詞：TADD、作曲・編曲：西岡和哉）アルバム新曲
  4. ASK（作詞：相田毅、作曲・編曲：西岡和哉）
  5. Farewell（作詞：TADD、作曲・編曲：西岡和哉）
  6. LUNA（作詞：相田毅、作曲・編曲：西岡和哉）
  7. 星の祈り（作詞：渡辺なつみ、作曲・編曲：西岡和哉）
  8. AGAIN（作詞：TADD、作曲・編曲：西岡和哉）アルバム新曲：歌は西岡和哉
  9. Round The World（作詞：TADD、作曲・編曲：西岡和哉）
  10. Fly，baby fly（作詞：TADD、作曲・編曲：西岡和哉）
  11. Speed Of Life（作詞：相田毅、作曲・編曲：西岡和哉）
  12. Heart of Spark（作詞：TADD、作曲・編曲：西岡和哉）
  13. BACK2BACK（作詞：TADD、作曲・編曲：西岡和哉）
  14. 千の夜とひとつの朝（作詞：渡辺なつみ、作曲・編曲：西岡和哉）
  15. Chapter（作詞：相田毅、作曲・編曲：西岡和哉）
  16. blank box（作詞：TADD、作曲・編曲：西岡和哉）アルバム新曲
  17. How about you（作詞：TADD、作曲・編曲：西岡和哉）アルバム新曲：斎賀みつき、西岡和哉のデュエット

- Just go ahead !（斎賀みつきfeat.JUST 1st. mini album、2010年05月26日発売）
  1. Just go ahead!（作詞：TADD、作曲・編曲：西岡和哉）アルバム新曲
  2. morning war -Duo take-（作詞：TADD、作曲・編曲：西岡和哉）アルバム新曲
  3. victim -2010 ver.-（作詞：TADD、作曲・編曲：西岡和哉）
  4. everywhere -2010ver.-（作詞：TADD、作曲・編曲：西岡和哉）
  5. 縁雷〜EN-RAI〜（作詞：TADD、作曲・編曲：西岡和哉）
  6. PHANTOM -Solo take-（作詞：TADD、作曲・編曲：西岡和哉）
  7. P.O.P（power of paradox）（作詞：TADD、作曲・編曲：西岡和哉）アルバム新曲
  8. Speed of life -Rock ver.-（作詞：相田毅、作曲・編曲：西岡和哉）
  9. blank box -Bossa Nova ver.-（作詞：TADD、作曲・編曲：西岡和哉）
  10. morning war -Solo take-（作詞：TADD、作曲・編曲：西岡和哉）

### キャラクターソング
| 発売日         | 商品名                                                                     | 歌 | 楽曲 | 備考                                                                           |
| -------------- | -------------------------------------------------------------------------- | --- | --- | ------------------------------------------------------------------------------ |
| 2012年1月25日  | イナズマイレブンGO キャラクターソング オリジナルアルバム                   | 神童拓人（斎賀みつき）、霧野蘭丸（小林ゆう） | 「明日のフィールド」 | テレビアニメ『イナズマイレブンGO』関連曲                                       |
| 2012年10月24日 | 手をつなごう                                                               | 豪炎寺修也（野島裕史）、神童拓人（斎賀みつき） | 「明日のヒーロー」 | テレビアニメ『イナズマイレブンGO』関連曲                                       |
| 2012年11月7日  | DT捨テル/レッツゴーED                                                      | ゴールデン・イクシオン・ボンバー DT | 「レッツゴーED」 | テレビアニメ『イクシオン サーガ DT』エンディングテーマ                         |
| 2012年11月7日  | DT捨テル/レッツゴーED                                                      | ゴールデン・イクシオン・ボンバー DT | 「レッツゴーED（エレクVer.）」 | テレビアニメ『イクシオン サーガ DT』エンディングテーマ                         |
| 2012年11月28日 | イナズマオールスターズ×TPK キャラクターソングアルバム 「マジで感謝！」     | 風天馬（寺崎裕香）、神童拓人（斎賀みつき） | 「蒼き魂」 | テレビアニメ『イナズマイレブンGO』関連曲                                       |
| 2012年11月28日 | イナズマオールスターズ×TPK キャラクターソングアルバム 「マジで感謝！」     | イナズマオールスターズ | 「マジで感謝！ from イナズマオールスターズ」 | テレビアニメ『イナズマイレブンGO』関連曲                                       |
| 2013年1月9日   | コード:ブレイカー キャラクターソング Vol.2                                 | 八王子泪（斎賀みつき） | 「5rake the Darkness?」 | テレビアニメ『CØDE:BREAKER』関連曲                                             |
| 2013年1月27日  | IXION SAGA DT GOLDEN BEST of ED                                            | ED御一行 | 「Stand Up!ED」 | テレビアニメ『イクシオン サーガ DT』関連曲                                     |
| 2013年1月27日  | IXION SAGA DT GOLDEN BEST of ED                                            | KT（斎賀みつき） | 「いつもあなたを」 | テレビアニメ『イクシオン サーガ DT』関連曲                                     |
| 2013年2月6日   | 僕たちの城                                                                 | イナズマイレブンGOオールスターズ | 「僕たちの城」 | テレビアニメ『イナズマイレブンGO クロノ・ストーン』エンディングテーマ          |
| 2013年2月27日  | イナズマイレブンGOクロノ･ストーンオールスターズ キャラクターソングアルバム | 神童拓人（斎賀みつき） | 「勇気のハーモニー」 | テレビアニメ『イナズマイレブンGO』関連曲                                       |
| 2013年8月14日  | イナズマオールスターズ×TPKキャラクターソングアルバム「感動共有！」         | 円堂守（竹内順子）、剣城京介（大原崇）、神童拓人（斎賀みつき）、霧野蘭丸（小林ゆう） | 「三日月スマイル」 | テレビアニメ『イナズマイレブンGO』関連曲                                       |
| 2013年8月14日  | イナズマオールスターズ×TPKキャラクターソングアルバム「感動共有！」         | イナズマオールスターズ | 「感動共有！ from イナズマオールスターズ」 | テレビアニメ『イナズマイレブンGO』関連曲                                       |
| 2014年2月19日  | イナズマイレブンシリーズ5周年記念「本当にありがとう」                      | 円堂守（竹内順子）、豪炎寺修也（野島裕史）、鬼道有人（吉野裕行）、風丸一郎太（西墻由香）、吹雪士郎（宮野真守）、松風天馬（寺崎裕香）、神童拓人（斎賀みつき）、狩屋マサキ（泰勇気）、真名部陣一郎（野島裕史） | 「またね…のキセツ」 | テレビアニメ『イナズマイレブンGO』関連曲                                       |
| 2014年2月19日  | イナズマイレブンシリーズ5周年記念「本当にありがとう」                      | 神童拓人（斎賀みつき）、井吹宗正（鈴木達央） | 「COOL HEAT」 | テレビアニメ『イナズマイレブンGO』関連曲                                       |
| 2014年2月19日  | イナズマイレブンシリーズ5周年記念「本当にありがとう」                      | 神童拓人（斎賀みつき）、霧野蘭丸（小林ゆう）、瀬戸水鳥（美名） | 「手をつなごう」 | テレビアニメ『イナズマイレブンGO』関連曲                                       |
| 2014年2月19日  | イナズマイレブンシリーズ5周年記念「本当にありがとう」                      | 松風天馬（寺崎裕香）、剣城京介（大原崇）、神童拓人（斎賀みつき）、西園信助（戸松遥）、霧野蘭丸（小林ゆう）、空野葵（北原沙弥香）、瀬戸水鳥（美名）、山菜茜（ゆりん）                                         | 「僕たちの城」 | テレビアニメ『イナズマイレブンGO』関連曲                                       |
| 2014年12月3日  | NORN9 ノルン+ノネット Cantare Vol.2                                        | 二条朔也（斎賀みつき） | 「純白の未来」 | ゲーム『NORN9 ノルン+ノネット』関連曲                                          |
| 2015年11月25日 | レインボウ・メロディー♪                                                    | プリパラドリーム☆オールスターズ | 「レインボウ・メロディー♪」 | テレビアニメ『プリパラ』エンディングテーマ                                     |
| 2016年3月9日   | プリパラ ドリームソング♪コレクション -WINTER-                              | セレパラ歌劇団 | 「ホワット・ア・ワンダプリ・ワールド!!」 | テレビアニメ『プリパラ』挿入歌                                                 |
| 2016年3月9日   | プリパラ ドリームソング♪コレクション -WINTER-                              | 紫京院ひびき（斎賀みつき） | 「純・アモーレ・愛」 | テレビアニメ『プリパラ』挿入歌                                                 |
| 2016年6月22日  | プリパラ☆ミュージックコレクション season.2                                 | ふれんど〜る、セレパラ歌劇団 | 「アラウンド・ザ・プリパランド！」 | テレビアニメ『プリパラ』挿入歌                                                 |
| 2016年6月22日  | プリパラ☆ミュージックコレクション season.2                                 | 緑風ふわり（佐藤あずさ）、紫京院ひびき（斎賀みつき） | 「コノウタトマレイヒ -Fuwari with Hibiki ver.-」 | テレビアニメ『プリパラ』挿入歌                                                 |
| 2017年2月24日  | プリパラソング♪コレクション 2ndステージ                                    | Tricolore | 「Mon chouchou」 | テレビアニメ『プリパラ』挿入歌                                                 |
| 2017年4月19日  | 劇場版プリパラ み〜んなでかがやけ！キラリン☆スターライブ！ SONG COLLECTION | Tricolore | 「Neo Dimension Go!!」 | 劇場アニメ『劇場版プリパラ み〜んなでかがやけ！キラリン☆スターライブ！』挿入歌 |
| 2017年6月30日  | プリパラ ULTRA MEGA MIX COLLECTION                                         | 紫京院ひびき（斎賀みつき） | 「純・アモーレ・愛（Y&Co. Eurobeat Remix）」 | テレビアニメ『プリパラ』挿入歌                                                 |
| 2017年9月20日  | プリパラ☆ミュージックコレクション season.3                                 | ファルル（赤﨑千夏）、紫京院ひびき（斎賀みつき） | 「0-week-old -Falulu with Hibiki Ver.-」 | テレビアニメ『プリパラ』挿入歌                                                 |
| 2017年9月20日  | プリパラ☆ミュージックコレクション season.3                                 | SoLaMi♡SMILE、Dressing Pafé、NonSugar、Tricolore、Gaarmageddon、UCCHARI BIG-BANGS | 「組曲フォーエバー☆フレンズ〜インターリュード〜「メモリーズ・メドレー」」 「組曲フォーエバー☆フレンズ〜第三楽章〜「My Friend, Dear Friend」 〜第四楽章〜「ウィー・アー・ザ・フレンズ！」」 | テレビアニメ『プリパラ』挿入歌                                                 |
| 2017年12月8日  | プリパラ ULTRA MEGA MIX COLLECTION Vol.2                                   | セレパラ歌劇団 | 「ホワット・ア・ワンダプリ・ワールド!!（Y&Co. Eurobeat Remix）」 | テレビアニメ『プリパラ』関連曲                                                 |
| 2017年12月8日  | プリパラ ULTRA MEGA MIX COLLECTION Vol.2                                   | ふれんど〜る、セレパラ歌劇団 | 「アラウンド・ザ・プリパランド！（DJ BOSS Cyber Remix）」 | テレビアニメ『プリパラ』関連曲                                                 |
| 2017年12月10日 | GAME PriPara Music Collection vol.4                                        | ひびき（斎賀みつき）、あじみ（上田麗奈） | 「紫京院ひびきディナーショー クリスマススペシャルメドレー withあじみ」 | ゲーム『プリパラ』関連曲                                                       |
| 2017年12月10日 | GAME PriPara Music Collection vol.4                                        | ひびき（斎賀みつき） | 「紫京院ひびきディナーショー クリスマススペシャルメドレー（バリケードver.）」 | ゲーム『プリパラ』関連曲                                                       |
| 2018年1月26日  | プリパラ ULTRA MEGA MIX COLLECTION Vol.3                                   | Tricolore | 「Mon chouchou（Le remix "envoûtant" de Camellia）」 「Neo Dimension Go!!（DJ Shimamura's DRUM&BASS Remix）」                                                                              | テレビアニメ『プリパラ』関連曲                                                 |
| 2018年6月30日  | GAME PriPara Music Collection vol.6                                        | ひびき（斎賀みつき） | 「Shooting STAR」 | ゲーム『プリパラ』関連曲                                                       |
| 2019年5月25日  | GAME Pri☆chan Music Collection vol.1                                       | マイキャラガールズ | 「パシャッとパシャ☆ステでゴー！ 〜Go★Go Pri☆chan!〜」 | ゲーム『キラッとプリ☆チャン』関連曲                                            |
| 2019年5月25日  | GAME Pri☆chan Music Collection vol.1                                       | マイキャラ☆かっこいい（斎賀みつき） | 「パシャッとパシャ☆ステでゴー！ 〜Go★Go Pri☆chan!〜」 | ゲーム『キラッとプリ☆チャン』関連曲                                            |
| 2019年8月12日  | アイショタ                                                                 | étailes | 「ぼくらの愛SHOW TIME」 「ちゃんと咲うから見ていて」 | ドラマCD『アイショタ』劇中歌                                                   |
| 2019年9月11日  | プロミス！リズム！パラダイス！                                             | ドロマゲドン・ひ | 「スター☆ア・ラ・カルト」 | 『プリパラ』関連曲                                                             |
| 2019年9月11日  | プロミス！リズム！パラダイス！                                             | PRI-Crew Friends | 「Crew-Sing! Friend-Ship♡」 | 『プリパラ』関連曲                                                             |
| 2019年9月11日  | プロミス！リズム！パラダイス！                                             | 紫京院ひびき（斎賀みつき） | 「嘘つきはTomorrowの始まり」 | Webアニメ『アイドルランドプリパラ』エンディングテーマ・挿入歌                  |
| 2019年9月14日  | GAME Pri☆chan Music Collection vol.2                                       | マイキャラガールズ | 「Forever Friends 〜1/74億分の奇跡〜（プリ☆チャン2018ver.）」 「スススス天才スマイル（プリ☆チャン2018ver.）」 「ありがとう、ごめんね、また明日（プリ☆チャン2018ver.）」                    | ゲーム『キラッとプリ☆チャン』関連曲                                            |
| 2019年9月14日  | GAME Pri☆chan Music Collection vol.2                                       | マイキャラ☆かっこいい（斎賀みつき） | 「Forever Friends 〜1/74億分の奇跡〜（プリ☆チャン2018ver.）」 「スススス天才スマイル（プリ☆チャン2018ver.）」 「ありがとう、ごめんね、また明日（プリ☆チャン2018ver.）」                    | ゲーム『キラッとプリ☆チャン』関連曲                                            |
| 2019年10月9日  | KING OF PRISM -Shiny Seven Stars- Song&Soundtrack                          | 一条シン（寺島惇太）、シャイン（斎賀みつき） | 「プラトニックソード」 | テレビアニメ『KING OF PRISM -Shiny Seven Stars-』挿入歌                        |
| 2020年7月10日  | KING OF PRISM ALL STARS -プリズムショー☆ベストテン- アニミュゥモ特典CD     | シャイン（斎賀みつき） | 「プラトニックソード」 | テレビアニメ『KING OF PRISM -Shiny Seven Stars-』関連曲                        |
| 2021年5月26日  | キラッとプリ☆チャン♪ソングコレクション 〜 from SUNSHINE CIRCUS 〜          | ソルル（斎賀みつき） | 「Despertar del SOL!」 | テレビアニメ『キラッとプリ☆チャン』挿入歌                                      |
| 2021年7月21日  | キラッとプリ☆チャン♪ソングコレクション 〜 from MOONLIGHT MAGIC 〜          | ソルル（斎賀みつき）、ルルナ（山村響） | 「Awakening Light」 | テレビアニメ『キラッとプリ☆チャン』挿入歌                                      |
| 2023年1月25日  | バレンタイン・キッス                                                       | Q・P（斎賀みつき） | 「バレンタイン・キッス」 | テレビアニメ『新テニスの王子様』関連曲                                         |
| 2024年11月6日  | GLANZ                                                                      | emBLEm=ADLER | 「GLANZ」 | テレビアニメ『新テニスの王子様 U-17 WORLD CUP SEMIFINAL』エンディングテーマ    |
| 2024年11月13日 | プリパラ ソング♪コレクション Melody Moments!                               | Tricolore | 「L'amour en Tricolore 〜ラムール・アン・トリコロール〜」 | 『プリパラ』関連曲                                                             |
| 2025年7月22日  | Blauer Vogel                                                               | Q・P（斎賀みつき） | 「Blauer Vogel」 | テレビアニメ『新テニスの王子様』関連曲                                         |
| 2025年9月17日  | THE PRINCE OF TENNIS Ⅱ GERMANY SUPER STARS                                 | ドイツオールスターズ | 「GLANZ」 | テレビアニメ『新テニスの王子様 U-17 WORLD CUP SEMIFINAL』エンディングテーマ    |

- アニメ店長B'店長候補生（漢声〈B-Voice〉福沢一太〈朴璐美〉、新渡戸和〈小林沙苗〉、岩倉シロ、夏目修三郎〈皆川純子〉）
  - 「宝石」
  - 「青空のプレゼント」
  - 「Future Scramble」
  - 「サテライト」
  - 「We are Clover」
- AliceQuartet VoiceConcerto Calmando Vol.2
  - 「Personate」（十和田悠希）
- AliceQuartet VoiceConcerto BEL CANTO vol.5
  - 「Personate（Remix Version）」（十和田悠希）
  - 「アリガトウ、ダイスキ」
  - 「絶対 叶えるから」（藍原まきの〈桃井はるこ〉、十和田悠希、織倉翠夏〈島涼香〉、楠瀬文〈川澄綾子〉、御厨幸乃〈飯塚雅弓〉）
- うえきの法則 キャラクターソングシングル HIGHER
  - 「HIGHER」（ロベルト・ハイドン）
- うえきの法則 The Law Of Robert's 10 ロベルト十団スペシャル
  - 「give me more」（ロベルト・ハイドン）
- うえきの法則キャラクターソングアルバム The Low Of Songs!
  - 「HIGHER[album mix]」
  - 「give me more[album mix]」（ロベルト・ハイドン）
- 宇宙のステルヴィア キャラクターソングアルバム 宇宙学園ステルヴィア校 大歌謡祭
  - 「宇宙学園ステルヴィア校 校歌」（片瀬志麻〈野中藍〉、音山光太〈水島大宙〉、アリサ・グレンノース〈松岡由貴〉、藤沢やよい〈折笠富美子〉、栢山晶〈田中理恵〉、ピエール・タキダ〈上田祐司〉、ジョイ・ジョーンズ〈陶山章央〉、小田原大、風祭りんな〈広橋涼〉）
  - 「You Win!」（ピエール・タキダ（上田祐司）、ジョイ・ジョーンズ（陶山章央）、小田原大）
- 今日からマ王! キャラクターソングシリーズ vol.3 フォンビーレフェルト卿ヴォルフラム
  - 「終わらない冒険」（フォンビーレフェルト卿ヴォルフラム）
  - 「太陽をみつめている」（フォンビーレフェルト卿ヴォルフラム）
- 今日からマ王! 眞魔国放送協会（SHK）テーマソング 「BACK 2 BACK」 c/w
  - 「永遠に響く詩」（フォンビーレフェルト卿ヴォルフラム）
- 今日からマ王! キャラクターソングアルバム みんなのうた
  - 「天翔ける剣」（コンラッド〈森川智之〉、ヴォルフラム）
  - 「約束」（コンラッド〈森川智之〉、ヴォルフラム、グウェンダル〈大塚明夫〉、ギュンター〈井上和彦〉、村田健〈宮田幸季〉、ヨザック〈竹田雅則〉、アニシナ〈高山みなみ〉、ツェリ〈勝生真沙子〉、渋谷勝利〈小西克幸〉、渋谷有利〈櫻井孝宏〉※語り）
- GetBackers-奪還屋- TARGET B
  - 「核-Core-」（MAKUBEX）
- 鋼鉄三国志 外史想歌 第一伝 〜思慕〜
  - 「流星前夜」（凌統公績）
- 鋼鉄三国志 外史想歌 第二伝 〜六駿〜
  - 「風紋」（陸遜伯言〈宮野真守〉、凌統公績、太史慈子義〈伊藤健太郎〉、甘寧興覇〈諏訪部順一〉、諸葛瑾子瑜〈遊佐浩二〉）
- とらいあんぐるハート'S SoundStage final 〜The Grand Finale〜
  - 「雫ひとひら」（御神美沙斗）
- ナースウィッチ小麦ちゃんマジカルて ザ・うたのヒットぱれーどムギ!
  - 「Reverse」（伊達京介）
- ナースウィッチ小麦ちゃんマジカルて ムギまるレポート うたヒット!2
  - 「Some Like It Cool!」（伊達京介）
- 妖逆門 ソングコレクション
  - 「踊る ばけぎゃもん 〜ぷれい屋音頭」（多聞三志郎〈小林由美子〉、不壊〈郷田ほづみ〉、三枝敏雄〈ロンドン〉、川口幹春〈ミック〉〈加藤奈々絵〉、ねいど〈茶風林〉、きみどり〈福原香織〉）
  - 「Always there for you」（きみどり〈福原香織〉、三枝敏雄〈ロンドン〉）
  - 「Always there for you ロンドンver.」（三枝敏雄〈ロンドン〉）
- ヴォーカル集 遙かなる時空の中で5 〜淡雪の心唄（そうる）〜
  - 「時空（とき）のゆりかご」（八雲都）
- BLEACH BREATHLESS COLLECTION：03 阿散井恋次 with 蛇尾丸
  - 「WONDERFUL」（阿散井恋次〈伊藤健太郎〉、蛇尾丸〈猿女〉、蛇尾丸〈蛇男〉〈真田アサミ〉）
- VELVET UNDERWORLD Fragment Person+animation 09 GARAGARA
  - 「Ashes to Ashes」（ガラガラ）
- 舞-HiME キャラクターボーカルアルバム「初恋方程式〜第2楽章」
  - 「放課後ハイド&シーク」（瀬能あおい〈新谷良子〉、原田千絵）
- 水の旋律 キャラクターソング 〜二人のアナザーストーリー〜 DropIV〜HUNTER
  - 「Pulse」（設楽優、片瀬哲生〈檜山修之〉）
- 水の旋律2 〜緋の記憶〜 キャラクターソング Flame series II
  - 「散りゆく色」（設楽優、明月涼〈近藤隆〉）
- Last Escort -Club katze- オリジナルソングベスト
  - 「夢の続き」（奏）
- TVアニメーション LOVELESS ボーカルアルバム
  - 「走れ 思うまま」（奈津生、瑶二〈吉野裕行〉）

### その他参加作品
- 「FINELATER」
  - PCゲーム『今日からマ王! 〜おれさまクエスト〜』OPテーマ（ゲーム初回版限定封入特典CD）
- 「Coming Home To Terra」
  - 地球へ… Original SoundtrackII
- 「嵐の予感」
  - 非公認! 聖飢魔IIカヴァーアルバム VOICE
- 百歌声爛 -女性声優編-
  - TAKE ME HIGHER〜銀河鉄道999-TheGALAXY EXPRESS 999〜宇宙戦艦ヤマト〜想い出がいっぱい〜君をのせて〜やさしさに包まれたなら〜誰よりも遠くへ〜勇者ライディーン〜宇宙刑事ギャバン〜太陽戦隊サンバルカン
- JUST shiro×kazuya
  - DIVE TO DISTRACTION
  - Speed Of Life
  - ASK（PS2・PSPゲーム『水の旋律』テーマソング）
  - Farewell
- 斎賀みつき feat.JUST
  - 千の夜とひとつの朝（PS2・PSPゲーム『水の旋律2 〜緋の記憶〜』OPテーマ）
  - 星の祈り（PS2・PSPゲーム『水の旋律2 〜緋の記憶〜』EDテーマ）
  - BACK 2 BACK（WEBラジオ『今日からマ王! 眞魔国放送協会（SHK）』テーマソング）
  - Heart shaped killing emotion（WEBラジオ『今日からマ王! 眞魔国放送協会（SHK）』第二期テーマソング）
  - Heart of Spark（WEBラジオ『今日からマ王! 眞魔国放送協会（SHK）』第二期テーマソング c/w）
  - 縁雷〜EN-RAI〜（WEBラジオ『隠の王』テーマソング）
  - everywhere（WEBラジオ『隠の王』テーマソング c/w）
  - PHANTOM（WEBラジオ『07-GHOST the world』テーマソング）
  - victim（WEBラジオ『07-GHOST the world』テーマソング c/w）
  - Just go ahead!（WEBラジオ『斎賀・浪川のDriver's High!!』テーマソング）
  - Voice（PSPゲーム『つくものがたり』OPテーマ）
  - アリア（PSPゲーム『つくものがたり』EDテーマ）
  - JUST BEST ALBUM SEVEN
- 斎賀みつき feat.JUST with ELEKITER ROUND 0（日野聡&立花慎之介）
  - Divine chair
- 斎賀みつき feat.JUST with 羽多野渉
  - RUN!
- 斎賀みつき feat.JUST with 寺島拓篤
  - 泡沫BLACKBIRD